# Rugoppia lamellicornis
Rugoppia lamellicornis är en kvalsterart som först beskrevs av Warburton 1912.  Rugoppia lamellicornis ingår i släktet Rugoppia och familjen Oppiidae. Inga underarter finns listade i Catalogue of Life.